# Залісся (резиденція)
Державна резиденція «Залісся» — державна організація Державного управління справами, призначена для прийому-відпочинку глав іноземних держав та найвищих державних керівників України.

## Історія створення
Державна резиденція «Залісся», як Заліське заповідно-мисливське господарство була створена 1957 року поблизу с. Залісся Броварського району Київської області для обслуговування мисливських втіх вищих партноменклатурних чинів СРСР. Господарство розкинулося в Броварському районі Київської області та Козелецькому районі Чернігівської області. Тут полювали М. Хрущов, Л. Брежнєв, Ф. Кастро, В. Щербицький. Площа господарства 14836 га. Тут зростають унікальні старовікові соснові ліси, живуть занесені до Червоної книги України зубри (27 голови), орлан-білохвіст, чорний лелека, а також близько 2 тисяч оленів, 150 козуль, 200 ланей, 20 лосів, близько 1000 зайців, 240 кабанів. Перевищення чисельності оленів вище норми у 8 разів призвело до того, що ліс практично не має підросту.
Загальна площа території — 40 тис. га. Розділена на 4 лісництва: Заліське, Деснянське, Рожнянське і Літківське.
На початку 1990-х років стутус заповідно-мисливського був визнаний незаконним і знятий з «Залісся». З 1995 р. об'єкт отримує статус держрезиденції, з 2000 р. підпорядкований Державному управлінню справами. У ньому знову стали проводитися закриті полювання. У липні 2010 р. Президент України В. Янукович відзначав тут своє 60-річчя, для чого асфальтом було залито галявинку в лісі розмірами 80 на 50 м. У 2012 р. по всьому периметру держрезиденції загальною довжиною 60 км був поставлений новий паркан вартістю 7 млн гривень. Тут є два мисливських палаци, споруджених за часів Хрущова і Брежнєва, і близько 100 мисливських вишок для загонного полювання і 8 вишок для індивідуального полювання, близько 500 годівниць для копитних, десятки живоловушок, качина ферма (щорічно випускається під рушницю 1000 диких качок) і фазанарій (щорічно випускається під рушницю 100 фазанів). Штат держрезиденції — 270 осіб. Наукові роботи в Заліссі не проводяться, рослинний і тваринний світ не вивчено.

## Громадські пропозиції щодо зміни статусу
Громадські організації України неднократно підіймали питання про необхідність реорганізації держрезиденції «Залісся» в національний природний парк. 11 грудня 2009 р. був підписаний Указ Президента України В. Ющенка про реорганізацію «Залісся» в Національний природний парк «Залісся». Однак Державне управління справами саботує виконання цього Указу.
14 серпня 2014 р. у пресслужбі глави держави повідомили про те, що Державне управління справами відкриває для рекреаційної діяльності та відвідування державну організацію «Резиденція „Залісся“ (п/в Богданівка Броварського району Київської області), що перебуває у його управлінні. Як відзначається у повідомленні, відтепер громадяни матимуть можливість відвідати з екскурсіями дану резиденцію. Таким чином, на території резиденції з'явилася можливість організовувати культурно-пізнавальний відпочинок, орнітологічний туризм, відпочинок на рекреаційних майданчиках, огляд інтер'єрів режимних об'єктів, святкові екскурсії, прогулянки верхи на конях. Крім того, відвідувачі „Залісся“ зможуть спостерігати диких тварин на території заповідника, організовувати любительську та спортивну риболовлю у межах затверджених граничних лімітів.
16 червня 2021 р. стало відомо, що територію резиденції буде відкрито для вільного відвідування громадянами України.

## Виноски
1. 1 2 3  Борейко В. Е. История охраны природы Украины. 10 век — 1980. — К.: КЭКЦ, 2001. — 544 стр.
2. 1 2 3 4  Борейко В. Е. «Царские охоты» — от Владимира Мономаха до Владимира Щербицкого. — К.: КЭКЦ, 1995. — 75 с.
3. 1 2  Указ Президента України № 1049/2009 від 11.12.2009 р.
4. 1 2 3 4 5 6 7 8  В гостях у Януковича. Держрезиденції «Залісся»  [Архівовано 6 березня 2014 у Wayback Machine.]
5. ↑  На ремонт 60-кілометрової огорожі держрезиденції «Залісся» витратять майже 7 мільйонів гривень [http://fakty.ua/144771-na-remont-60-kilometrovogo-zabora-gosrezidencii-zalese-potratyat-pochti-7-millionov-griven [Архівовано 6 березня 2014 у Wayback Machine.]
6. ↑  ДУС відкриває державні резиденції „Залісся“ та Синьогора» для відвідування  [Архівовано 14 серпня 2014 у Wayback Machine.]
7. ↑  Території резиденцій «Залісся», «Конча-Заспа» та Бірючий острів відкриють для громадян – Кирило Тимошенко. Офіційне інтернет-представництво Президента України (ua) . 16 червня 2016. Архів оригіналу за 16 червня 2021. Процитовано 17 червня 2021.